# Edward Abbott (soldat)
Pour les articles homonymes, voir Edward Abbott et Abbott.
Edward Abbott, né en 1772 en Angleterre, et mort en 1844, est un soldat britannique.

## Biographie
Edward Abbott est né en 1772 en Angleterre. Après avoir servi dans les 34e et 73e régiments, il s'enrôle dans le New South Wales Corps en 1789 avec le grade de lieutenant.
Il meurt en 1844.